# Eily Malyon
Eily Malyon (30 de outubro de 1879 — 26 de setembro de 1961) foi uma atriz inglesa da década de 1930 e 1940.
Nascida Eily Sophie Lees-Craston, em Londres, em 1879. Sua mãe, Agnes Thomas, também era uma atriz. Malyon especializou-se em atuar como professoras do ensino popa, empregadas, enfermeiras, freiras, governantas e solteironas, geralmente em melodramas, dramas históricos e suspenses.